# 截断
Truncate是一個能夠快速清空資料表內所有資料的SQL語法。並且能針對具有自動遞增值的欄位，做計數重置歸零重新計算的作用。

## 相容性問題
- 由於SQL-92的標準並沒有「Truncate」這個SQL關鍵字，故於早期的SQL相容資料庫，並不支援此SQL語法。如果要達到相近的刪除功能，只能用無條件的DELETE語法。（但自動遞增值的欄位，不會自動重置計數。）

## 外部連結
- MySQL 6.0 Reference Manual, 11.2.10 TRUNCATE Syntax
- Oracle® Database (11g Release 1) SQL Language Reference, TRUNCATE TABLE （页面存档备份，存于）
- PostgreSQL 8.3 Documentation, SQL Commands, TRUNCATE （页面存档备份，存于）
- MS-SQL Server 2008 - Deleting All Rows by Using TRUNCATE TABLE